# SN 1983F
SN 1983F – niepotwierdzona supernowa odkryta 12 marca 1983 roku w galaktyce A184224-6702. W momencie odkrycia miała maksymalną jasność 18,00m.